# 파울 엥달

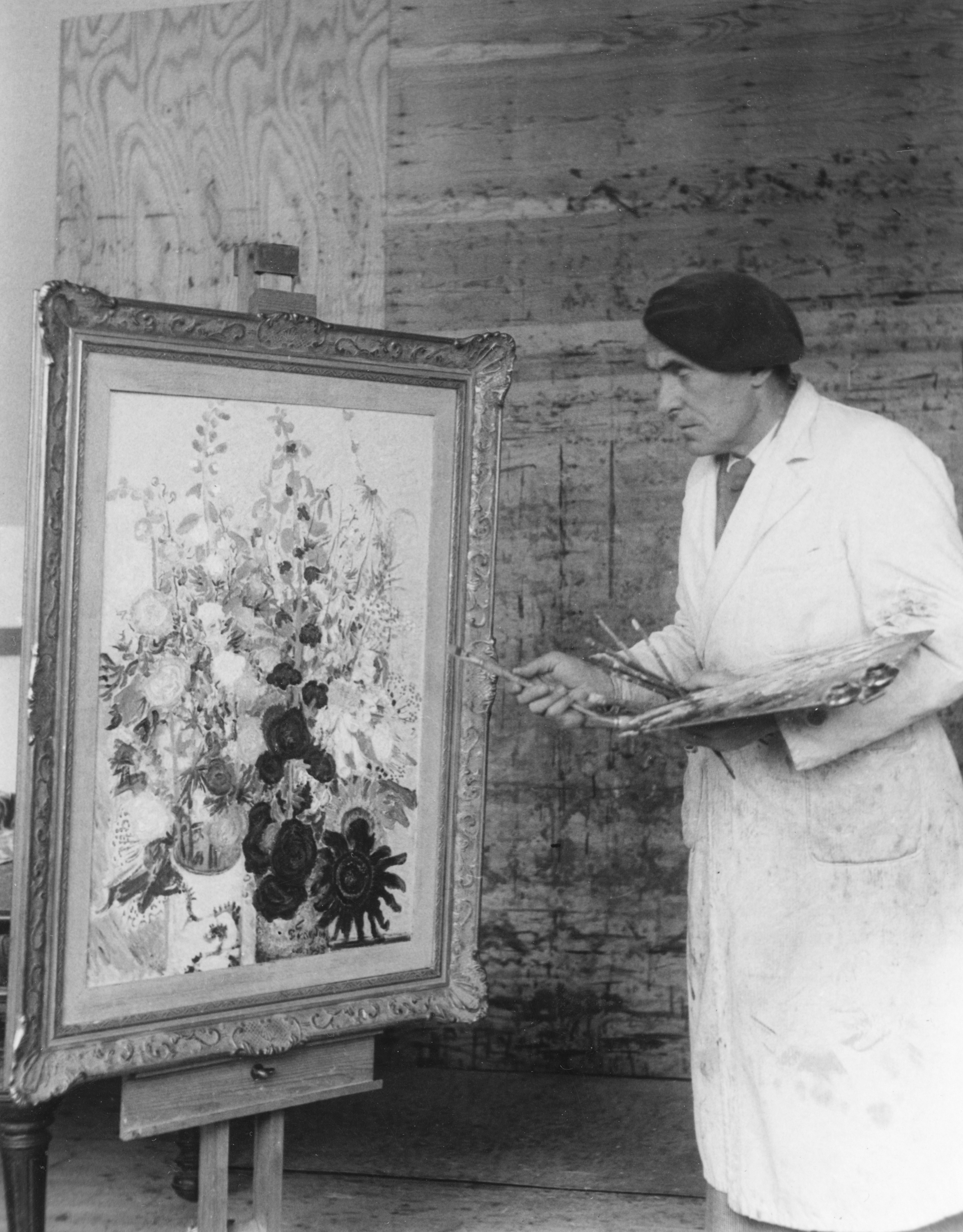
파울 엥달

파울 안드레스 엥달(스웨덴어: Paul Andreas Engdahl, 1888년 4월 8일 ~ 1976년 1월 17일)은 스웨덴의 예술가이다.

## 생애
파울 엥달은 1888년 4월 8일 스웨덴의 크리스티네함에서 공장에서 일하는 페르 아우구스트 엥달(Per August Engdahl)과 한나 몬손(Hanna Månsson) 사이에서 태어났다. 엥달은 아르베카에 위치한 구스타프 피에스타드(Gustaf Fjæstad)의 작업장에서 그림을 배웠으며, 1918년에는 피에스타드로부터 캄푸덴(Kampudden)을 구매하였다. 하지만 1920년 브리티시컬럼비아주를 통해 폴리네시아에 갔기 때문에 얼마 안가 팔았다. 엥달이 폴리네시아 원주민의 미술을 공부하고 있을 동안에는 바닐라 플랜테이션 농업을 운영하기도 하였다.
1935년 스웨덴으로 돌아왔으며, 보렌스베리에 자리를 마련하였다. 또한 1935년에는 파페에테와 할리우드. 1936년에는 프라하와 파리에서 단독으로 전시회를 열었다. 그리고 1936년 베름란드 박물관과 1945년 외스테리에틀란드 박물관, 린셰핑 시박물관에서도 전시회를 열었다.